# 474 Prudentia
474 Prudentia este un asteroid din centura principală, descoperit pe 13 februarie 1901, de Max Wolf.